# Eleuterna
Eleuterna (em grego: Ελεύθερνα; romaniz.: Eleútherna) ou Elefterna (Eleftherna), também chamada Apolónia (português europeu) ou Apolônia (português brasileiro) (em grego: Ἀπολλωνία; romaniz.: Apollonia) e conhecida localmente como Antiga Eleuterna (em grego: Αρχαία Ελεύθερνα; romaniz.: Archaía Eleútherna, para a distinguir da aldeia moderna) foi uma antiga cidade-estado de Creta, Grécia, cuja ocupação remonta ao final do 4º milénio a.C. ou início do 3º milénio a.C. e que floresceu desde a chamada Idade das Trevas grega até ao início do período bizantino. O sítio arqueológico situa-se num estreito contraforte a noroeste do monte Ida, a montanha mais alta de Creta, a menos de um quilómetro a sul da moderna aldeia de Elefterna, cerca de 3 km a oeste da aldeia de Eleutherna, 10 km a leste-sudeste do mosteiro de Arcádi e 25 km a leste-sudeste de Retimno (distâncias por estrada).

## História
A fundação do assentamento remonta ao início da Idade do Bronze, que em Creta foi iniciada cerca de 3 200 a.C.. A cidade floresceu nos períodos geométrico, clássico, helenístico, romano e início do período bizantino. Durante o século IX a.C., no período sub-micénico, no período geométrico (final da Idade das Trevas), os dóricos colonizaram a cidade num cume naturalmente fortificado. A localização da cidade fazia dela um cruzamento natural, pois localizava-se entre Cidónia, na costa noroeste, e Cnossos, e entre a costa, onde controlava os portos de Estavromeno e Panormo, e a grande caverna santuário perto do cume do monte Ida, a Caverna de Zeus (Ideon Andron).  A cidade dórica, uma das mais importantes de Creta nos séculos VII e VII a.C., evoluiu no Período Arcaico de forma semelhante às suas congéneres dóricas Latos e Dreros. 
A cidade lutou ao lado de Filipe V da Macedónia contra Rodes e Cnossos durante a Guerra Cretense do século III a.C. Durante a conquista romana de Creta em 68–67 a.C., Eleuterna foi cercada mas só caiu em poder de Quinto Cecílio Metelo Crético devido a uma traição. Durante o Império Romano a cidade desenvolveu-se, como é atestado pelas villas luxuosas, termas e outros edifícios públicos então erigidos. Eleuterna prosperou até ao catastrófico sismo de Creta de 365. Durante o período bizantino a cidade foi sé de um bispo cristão; o bispo Eufratas construiu uma grande basílica em meados do século VII. Os ataques do califa Harune Arraxide no final do século VIII e a tomada muçulmana de Creta, juntamente com outro terramoto em 796, provocaram o declínio. Uma breve reocupação durante o Império Latino, no século XIII, deu origem à criação de uma diocese católica; Eleuterna continua a ser atualmente uma sé titular. 
A cidade ainda era conhecida nos séculos XV e XVI, mas foi novamente abandonada durante a revolta contra o domínio veneziano ocorrida entre 1510 e 1621, que resultou em que a família Kallergis fosse banida e proibida de viver em Eleuterna.[carece de fontes?] 

## Estudos e achados arqueológicos

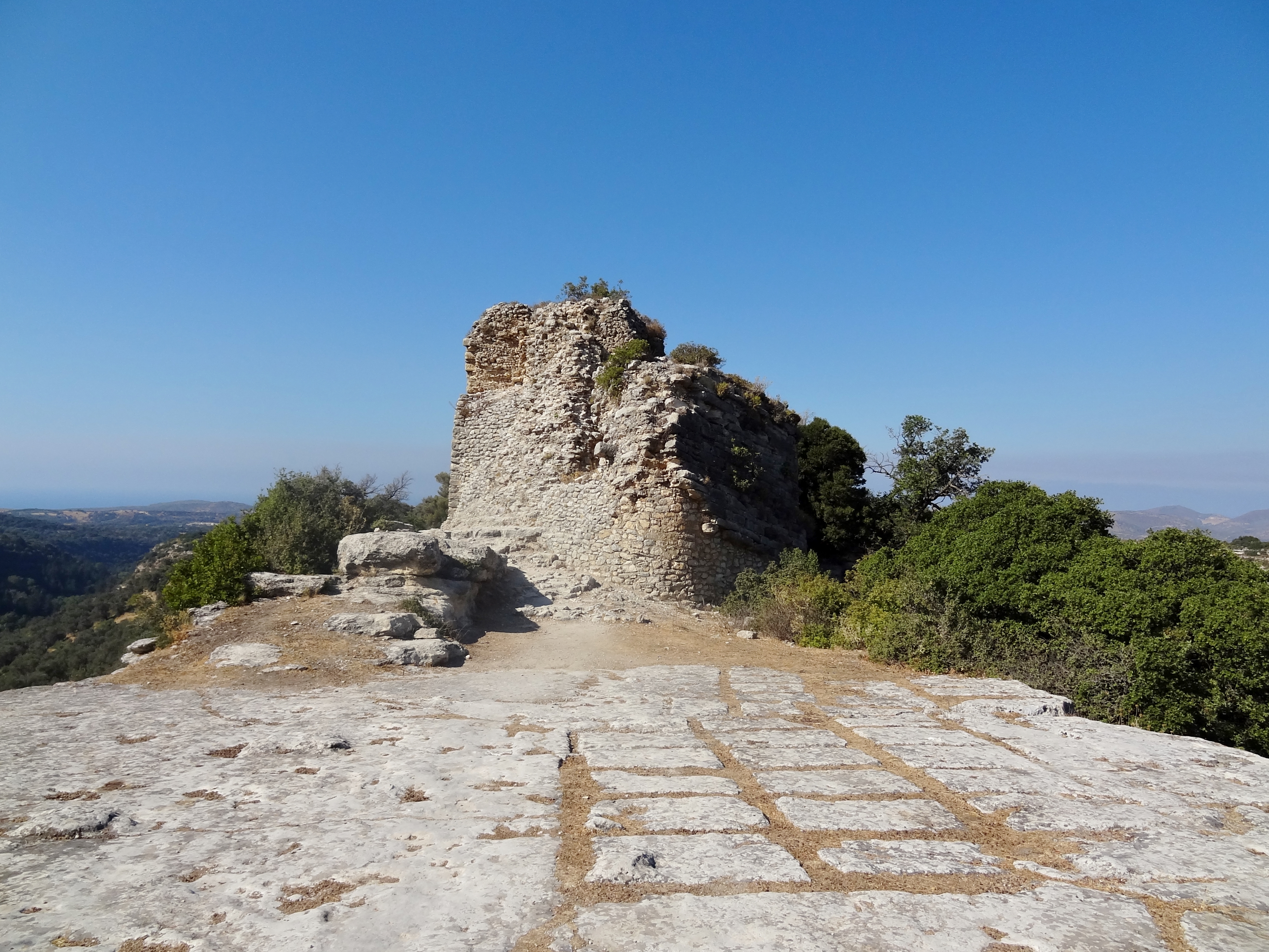
Acrópole

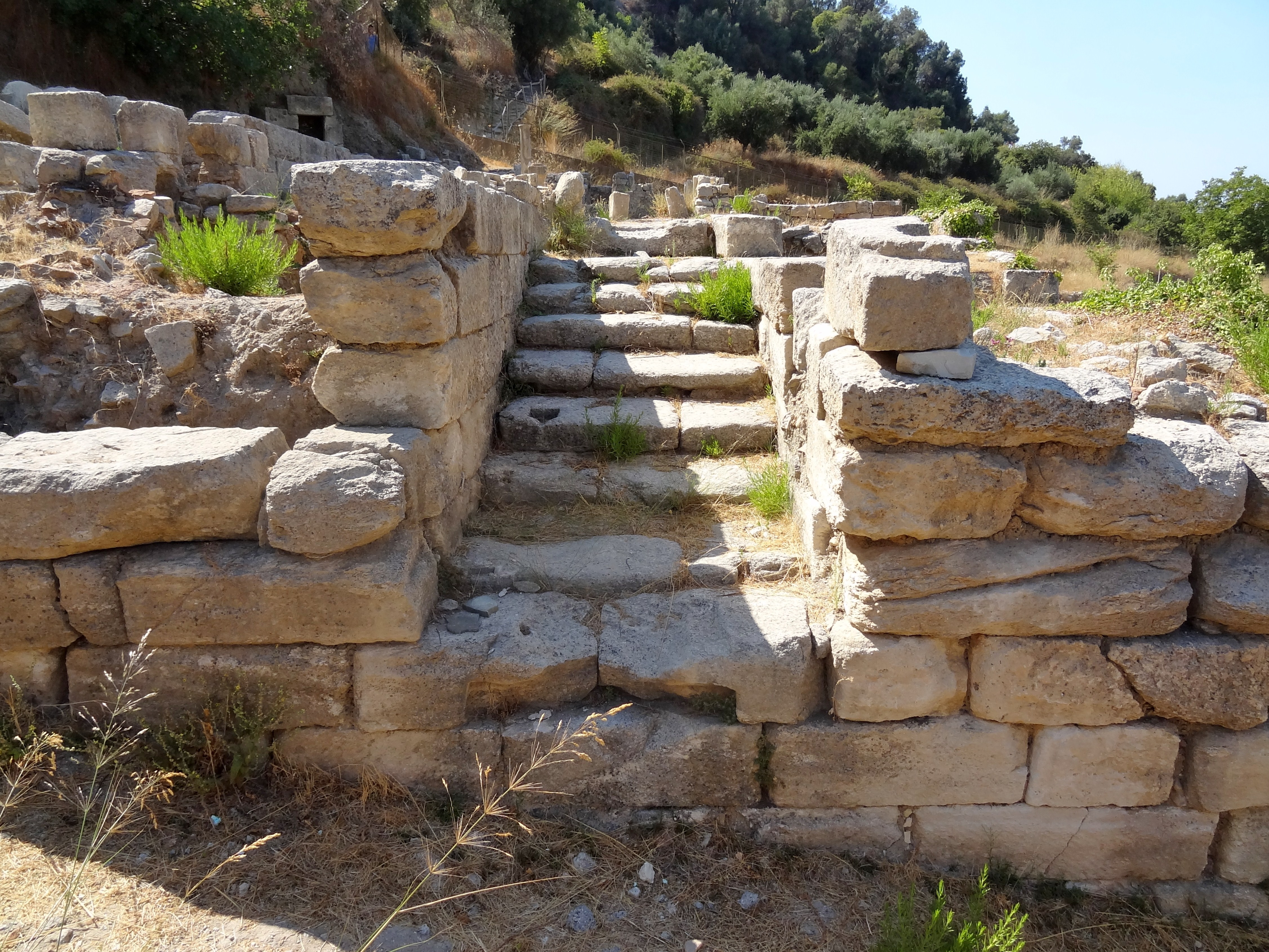
Ruínas da cidade

Embora as ruínas da cidade tenham sido mencionadas por viajantes do século XIX e início do século XX, só foram estudadas e escavadas pela primeira vez pelo arqueólogo inglês Humfry Payne, diretor da Escola Britânica de Atenas, em 1928 e 1929. Após essa breve campanha, só em 1984 é que foram iniciados trabalhos de levantamento e escavação de forma sistemática, levados a cabo por uma equipa de arqueólogos da Universidade de Creta. Esses trabalhos revelaram os padrões de povoamento, santuários, necrópoles e inclusivamente pedreiras nos arredores da colina de Prines. Os achados arqueológicos da antiga cidade, que em 2004 incluíam 15 000 peças, foram dadas a conhecer ao grande público principalmente em duas exposições realizadas em 1993 e 1994 e sobretudo por uma grande exposição realizada em 2004 pelo Museu de Arte Cicládica de Atenas, na qual foram exibidas 500 peças encontradas nas escavações. Entre essas peças encontrava-se a parte inferior de um kore (estátua feminina), anterior à célebre "Dama de Auxerre", considerada o mais perfeito exemplo da escultura de estilo dedálico. A descoberta daquela kores de Eleuterna provou que a Dama de Auxerre foi produzida em Creta, possivelmente em Eleuterna.
As escavações realizadas entre 1990 e 1992 numa das necrópoles  revelaram a prática de sacrifícios humanos cerca do final do século VII a.C. Perto de uma série de piras,  em frente à de um magnate situada no lado norte da necrópole do vale, foram descobertos o esqueleto de uma jovem e o esqueleto de um homem decapitado ao pé do corpo de um guerreiro, o que evoca os funerais de Pátroclo e Aquiles na Ilíada de Homero, que devem ter ocorrido aproximadamente na mesma época. Em frente da mesma pira foram sacrificados animais. Num local escavado na rocha foram descobertos mais de 700 vasos funerários contendo os ossos de mortos que enterrados no local, o qual foi usado continuamente como cemitério entre 900 a.C. e 670 d.C. Algumas das cerca de 20 cremações encontradas tinham oferendas, que incluíam ouro, joias, cerâmica luxuosa e ainda quatro cabeças minúsculas de marfim finamente esculpidas, que se encontram entre os melhores trabalhos conhecidos do género da sua época (c. 600 a.C.).
Os achados arqueológicos provam a presença de estrangeiros e de influências exteriores na cidade. Foi descoberta uma estela funerária fenícia que prova a abertura da sociedade Eleuterna, que permitia que estrangeiros fossem enterrados junto a locais. A presença de deidades orientais, como Secmet do Egito, que tanto pode ter sido levada para Creta como ter sido esculpida como recordação de uma viagem, atesta uma liberdade considerável. Outras peças encontradas atestam contactos com as ilhas do Egeu e cidades da Ásia Menor, Chipre, costas do Levante, Egito e península Itálica. Entre os restos de peças de escultura destacam-se ainda, além do kore anteriormente referido, as pernas de um kouros (estátua masculina) que devia ter dois metros de altura, feito em calcário local e não em mármore, diversas estátuas dedálicas também em calcário e uma estátua de Afrodite brincando prestes a tomar banho, com Pã a provocá-la. Na acrópole foram encontradas várias inscrições, uma delas dizendo que os soldados não deviam beber.
Uma das linhas de investigação arqueológica iniciada em 2005 tinha como objetivo o estudo das peças de vidro e vidrado cerâmico encontradas em Creta datadas do período romano e início do período bizantino, tanto ao nível dos materiais usados como ao nível das téncias, da sua evolução cronológica e relações com o resto do Egeu e do Mediterrâneo Oriental, com o objetivo de estudar a exploração de recursos naturais em Creta e nessas regiões e descobrir se houve produção local.

## Vestígios visíveis no local e outros monumentos

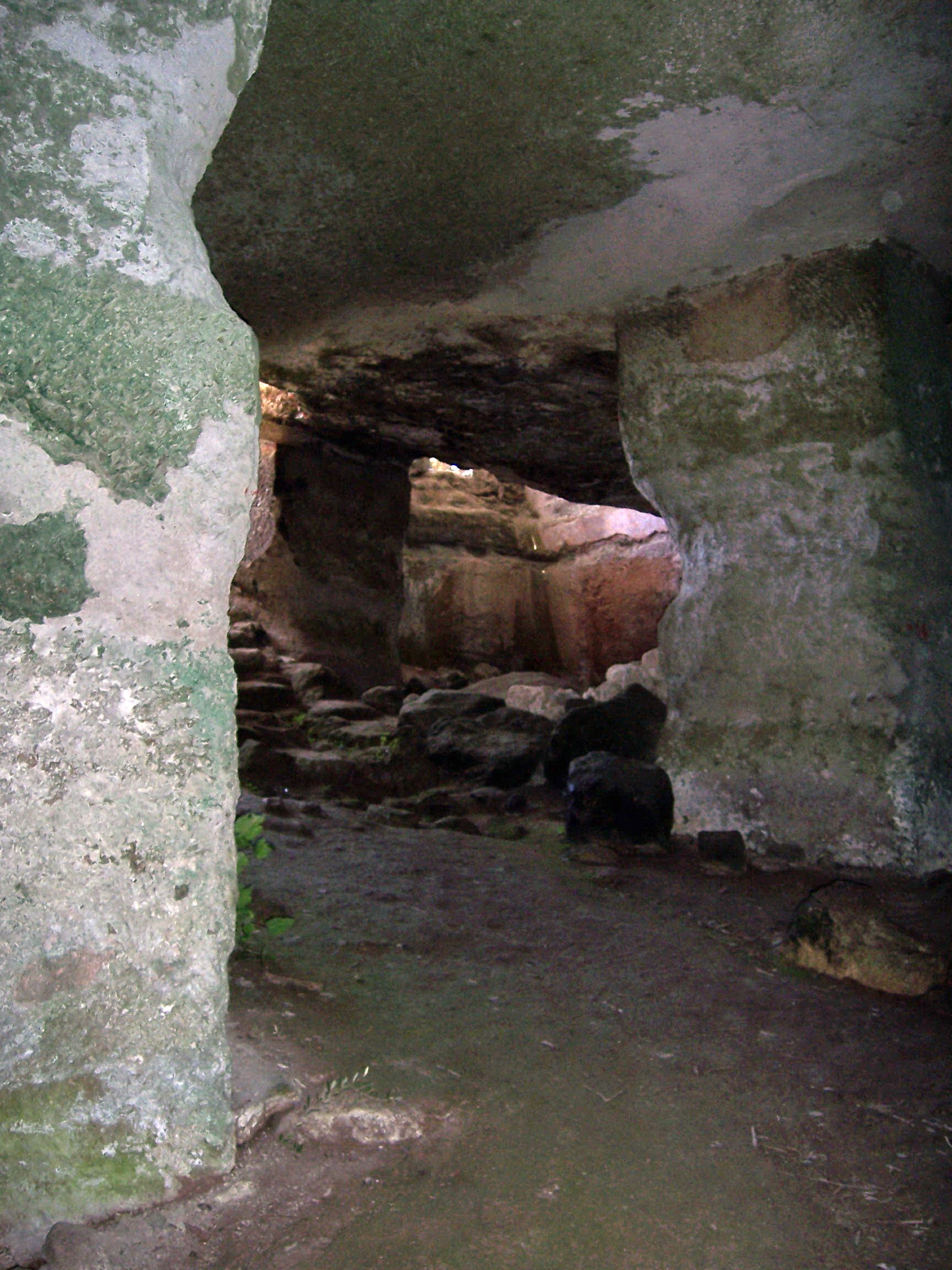
Interior das cisternas romanas

Na zona da acrópole, que se ergue num alto entre dois cursos de água e à qual se acede pelo caminho original, talhado na pedra de forma a parecer calçada, podem ver-se as ruínas de um imponente pirgo (torre), que em grande parte ainda está de pé. Perto dali, escavadas na encosta ocidental, encontram-se cisternas romanas, cujos enormes pilares de rocha maciça suportam um amplo interior. Junto delas ainda se podem ver alguns restos do aqueduto que as alimentavam. A norte das cisternas, novamente em direção à acrópole, há fragmentos de paredes massivas de antigos edifícios; ali situam-se também as ruínas da igreja de Agia Ana, ainda objeto de veneração pelos locais que ali vão colocar velas. A igreja foi construída sobre outra mais antiga, que por sua vez sucedeu a um templo pagão; ainda conserva alguns altares antigos, que depois de terem servido para sacrifícios pagãos foram convertidos para uso cristão. Tem igualmente alguns belos frescos que resistem apesar de estarem expostos às intempéries. As escavações da antiga cidade decorrem na parte norte e leste abaixo da acrópole. Nas imediações encontra-se a igreja bizantina de Agia Ana e Cristo Sóter, do século X, cujo cúpula tem um fresco do Pantocrator do século XII, o único fresco sobrevivente do que deve ter sido um glorioso interior pintado. Nas vizinhanças da zona da escavação há várias villas romanas, algumas com mosaicos. Mais abaixo, no fundo do vale, situa-se a ponte de Eleuterna, uma ponte em arco datada do período helenístico ainda em uso.